# Fredrik Johansson (jockey)
För andra betydelser, se Fredrik Johansson.
Fredrik Johansson, född 1971, är en av Sveriges mest framgångsrika jockeys genom tiderna. Han har tagit flera svenska och skandinaviska ryttarchampionat, vunnit över 1500 löpningar och ridit in över 110 miljoner kronor. Bland segrarna återfinns en rad storlopp både i Sverige och utomlands. Bland de största segrarna ses det tyska derbyt med Adlerflug 2007 och med Wiener Waltzer 2009, Grupp 1-loppet Deutsches Preis 2008, åtta derbyn i Sverige och flera derbyn i Danmark och Norge samt flera upplagor av Stockholm Cup. 
Sedan första segern på Jägersro 1988 har Fredrik Johansson ridit vinnare i alla skandinaviska länder, Tyskland, England, Grekland och Hongkong. 